# Carl Axel Nyström
Carl Axel Vilhelm Nyström, född 24 juni 1866 i Stockholm, död 12 april 1939 i Stockholm, var en svensk arméofficer, akvarellist och tecknare.
Han var son till arkitekten Axel Fredrik Nyström och Edla Maria Carolina von Schoultz och från 1890 gift med Sigrid Vilhelmina Lindström. Nyström blev underlöjtnant vid fortifikationen 1886 och hade 1911 avancerat till chef för fortifikationens truppavdelning. Han utnämndes till överstelöjtnant 1917 och överfördes samma år till reserven. Han tjänstgjorde vid ett franskt regemente 1899–1900 och deltog i ett antal internationella kongresser 1910–1911. Från 1913 var han verkställande direktör för fastighetsbolaget Drott. På sin fritid arbetade han med sina konstnärliga intressen som bestod musik och konst. Han komponerade några mindre musikstycken och han var ordförande för Stiftelsen för musikkulturens främjande 1920–1939. Han var representerad vid Konstakademiens utställning Svenska akvareller 1925–1947 som visades i Stockholm 1947. Nyström finns representerad med ett antal teckningar vid Nationalmuseum i Stockholm.